# Skakligaen
Skakligaen – najwyższa klasa drużynowych rozgrywek szachowych w Danii, organizowana przez Dansk Skak Union. Zwycięzca ligi zostaje mistrzem Danii. Liga odbywa się od 2004 roku.

## Historia
Drużynowe mistrzostwa Danii odbywają się od 1962 roku. Wówczas liga była rozgrywana pod nazwą 1. division. W 2004 roku nastąpiło przemianowanie rozgrywek na Skakligaen. W 2005 roku powiększono ligę z ośmiu do dziesięciu drużyn.

## Medaliści
Źródło: Danbase
| Sezon     | 1. miejsce                                 | 2. miejsce                                 | 3. miejsce                                 |
| --------- | ------------------------------------------ | ------------------------------------------ | ------------------------------------------ |
| 2004/2005 | Helsinge SK                                | SK1968                                     | Brønshøj SF                                |
| 2005/2006 | Helsinge SK                                | Brønshøj SF                                | Skolernes SK                               |
| 2006/2007 | Helsinge SK                                | Brønshøj SF                                | Skolernes SK                               |
| 2007/2008 | Helsinge SK                                | Aarhus SK/Skolerne                         | Brønshøj SF                                |
| 2008/2009 | Helsinge SK                                | Aarhus SK/Skolerne                         | Jetsmark SK                                |
| 2009/2010 | Aarhus SK/Skolerne                         | K41                                        | Brønshøj SF                                |
| 2010/2011 | Jetsmark SK                                | K41                                        | SK Sydøstfyn                               |
| 2011/2012 | Jetsmark SK                                | Brønshøj SF                                | Aarhus SK/Skolerne                         |
| 2012/2013 | Team Nordea Skanderborg                    | Aarhus SK/Skolerne                         | Jetsmark SK                                |
| 2013/2014 | Brønshøj SF                                | Team Nordea Skanderborg                    | Jetsmark SK                                |
| 2014/2015 | Team Nordea Skanderborg                    | Brønshøj SF                                | Jetsmark SK                                |
| 2015/2016 | Philidor Kopenhaga                         | Team Nordea Skanderborg                    | SK Nordkalotten                            |
| 2016/2017 | Philidor Kopenhaga                         | SK Nordkalotten                            | Brønshøj SF                                |
| 2017/2018 | Team Nordea Skanderborg                    | Brønshøj SF                                | Jetsmark SK                                |
| 2018/2019 | Team Xtracon Køge                          | Team Nordea Skanderborg                    | Aarhus SK/Skolerne                         |
| 2019/2020 | Team Xtracon Køge                          | Brønshøj SF                                | Jetsmark SK                                |
| 2020/2021 | sezon przerwany z powodu pandemii COVID-19 | sezon przerwany z powodu pandemii COVID-19 | sezon przerwany z powodu pandemii COVID-19 |
| 2021/2022 | Team Xtracon Køge                          | Hillerød SK                                | Team Nordea Skanderborg                    |
| 2022/2023 | Team Xtracon Køge                          | Team Nordea Skanderborg                    | SK Nordkalotten                            |
| 2023/2024 | Team Nordea Skanderborg                    | Hillerød SK                                | SK Nordkalotten                            |
| 2024/2025 | Hillerød SK                                | Team Nordea Skanderborg                    | Køge SK                                    |